# Nomia rufa
Nomia rufa är en biart som beskrevs av Heinrich Friese 1918. Nomia rufa ingår i släktet Nomia och familjen vägbin. Inga underarter finns listade i Catalogue of Life.